# 青榕公
青榕公，暱稱台中金城武樹，是位於臺灣臺中市南屯區鎮平里的榕樹，被當地人視為神樹，在土地列為高鐵台中車站門戶地區整體開發案時保留下來。

## 保育
此榕樹位在台74線快速道路下方、南屯區新鎮和路旁，當地人稱它為「青榕公」。該地的鎮平里里長廖秀麗表示，據當地耆老傳說，青榕公曾影響水稻生長，曾經有幾次農夫開來大型機具欲剷除樹，但每次大型機具一靠近便發生故障，居民覺得樹有靈性，就一直保留下來。
台中市原鄉文化協會總幹事江慶洲表示，青榕公樹幹高聳、茂密枝葉，超過20公尺的氣根鋪在田梗上，四周陪襯翠綠稻田，又緊鄰已獲保留的劉厝溪與鎮平溪，加上以自然工法堆砌而成的石駁坎，如此自然生態在城市中幾乎絕跡，被網友稱為「台中金城武樹」。鎮平里會舉辦健行活動，讓兒童巡禮此樹，認識在地的文化及自然景觀、田野風光。
2013年11月，臺中市政府農業局進行老樹普查，共有一千六百棵老樹被提報，青榕公也在其中。2014年10月4日，因青榕公所在土地被列為高鐵台中車站門戶地區整體開發案，護樹團體串連呼籲臺中市政府將此樹列為珍貴老樹，現地保留。之前同里的水圳旁老榕樹就在申請移植前，於2012年5月23日時遭到攔腰砍斷，讓台灣愛樹保護協會與居民不捨。2017年報導，臺中市政府都市發展局回應，尊重臺中市樹木保護委員會決議，將青榕公周圍約0.1公頃規劃為開放空間，原地保留老樹。